# 穆子内親王
穆子内親王（ぼくし（むつこ）ないしんのう、生年不詳 - 延喜3年12月5日（903年12月26日））は、平安時代前期の皇族。光孝天皇第7皇女。母は正躬王の女。陽成・光孝天皇朝の賀茂斎院。
元慶6年（882年）4月9日、敦子内親王の退下をうけて斎院に卜定。同8年（884年）4月9日、父光孝天皇即位により、姉妹の伊勢斎宮繁子内親王と共に内親王宣下。仁和元年（885年）4月10日、紫野院入り。同3年（887年）8月26日、光孝天皇の崩御により退下。延喜3年（903年）12月5日薨去。